# Università dell'Illinois - Urbana-Champaign
L'Università dell'Illinois - Urbana-Champaign (o anche solo Università dell'Illinois) è un campus del sistema delle Università dell'Illinois.

## Struttura
L'università è composta di 18 college e istituti che offrono circa 150 programmi di studio. Fino al 1998, l'Illinois era una delle 10 più grandi università degli Stati Uniti in termini di studenti iscritti.
L'università è misurata come una delle 20 università migliori, pubbliche e private, con più ricerche in America dal Graham-Diamond Report.
L'università ospita il National Center for Supercomputing Applications (NCSA), che è in collaborazione con la IBM e la National Science Foundation per costruire il supercomputer più veloce del mondo.. Questo supercomputer, nominato come "Blue Waters", sarà capace di eseguire un quadrilione di operazioni al secondo. Questo farà di esso il supercomputer tre volte più veloce dei supercomputer di oggi.
Undici ex allievi e nove professori (due dei quali erano anch'essi ex allievi) hanno vinto il Premio Nobel. Gli ex studenti e la facoltà hanno creato numerosi prodotti e società, tra le quali: Mosaic e Netscape Communications, Advanced Micro Devices, PayPal, Playboy, la National Football League, Siebel Systems, Mortal Kombat, YouTube, Oracle Corporation, Lotus Software, Black Entertainment Television, il transistor, i circuiti integrati, il LED, l'Imaging a risonanza magnetica, Mozilla Firefox, e lo Schermo al plasma.